# Diocesi di Harrisburg
La diocesi di Harrisburg (in latino Dioecesis Harrisburgensis) è una sede della Chiesa cattolica negli Stati Uniti d'America suffraganea dell'arcidiocesi di Filadelfia. Nel 2021 contava 248.600 battezzati su 2.304.000 abitanti. È retta dal vescovo Timothy Christian Senior.

## Territorio
La diocesi comprende 15 contee nella parte centro-meridionale dello stato della Pennsylvania, negli Stati Uniti: Adams, Columbia, Cumberland, Dauphin, Franklin, Juniata, Lancaster, Lebanon, Mifflin, Montour, Northumberland, Perry, Snyder, Union e York.
Sede vescovile è la città di Harrisburg, dove si trova la cattedrale di San Patrizio (Saint Patrick's). In diocesi sorgono anche due basiliche minori: la basilica dei Santi Cirillo e Metodio a Danville, e la basilica del Sacro Cuore di Gesù a Conewago.
Il territorio si estende su 19.839 km² ed è suddiviso in 89 parrocchie.

## Storia
La diocesi è stata eretta il 3 marzo 1868 con il breve Summi apostolatus di papa Pio IX, ricavandone il territorio dalla diocesi di Filadelfia (oggi arcidiocesi).
Originariamente suffraganea dell'arcidiocesi di Baltimora, nel 1875 è entrata a far parte della provincia ecclesiastica di Filadelfia.
Il 30 maggio 1901 ha ceduto una porzione del suo territorio a vantaggio dell'erezione della diocesi di Altoona (oggi diocesi di Altoona-Johnstown).
Il 4 dicembre 1962, con la lettera apostolica Antistitem virtutibus, papa Giovanni XXIII ha proclamato San Patrizio patrono principale della diocesi.

## Cronotassi dei vescovi
Si omettono i periodi di sede vacante non superiori ai 2 anni o non storicamente accertati.
- Jeremiah Francis Shanahan † (3 marzo 1868 - 24 settembre 1886 deceduto)
- Thomas McGovern † (6 dicembre 1887 - 25 luglio 1898 deceduto)
- John Walter Shanahan † (2 gennaio 1899 - 19 febbraio 1916 deceduto)
- Philip Richard McDevitt † (10 luglio 1916 - 11 novembre 1935 deceduto)
- George Leo Leech † (19 dicembre 1935 - 19 ottobre 1971 ritirato[3])
- Joseph Thomas Daley † (19 ottobre 1971 succeduto - 2 settembre 1983 deceduto)
- William Henry Keeler † (10 novembre 1983 - 11 aprile 1989 nominato arcivescovo di Baltimora)
- Nicholas Carmen Dattilo † (21 novembre 1989 - 5 marzo 2004 deceduto)
- Kevin Carl Rhoades (14 ottobre 2004 - 14 novembre 2009 nominato vescovo di Fort Wayne-South Bend)
- Joseph Patrick McFadden † (22 giugno 2010 - 2 maggio 2013 deceduto)
- Ronald William Gainer (24 gennaio 2014 - 25 aprile 2023 ritirato)
- Timothy Christian Senior, dal 25 aprile 2023

## Statistiche
La diocesi nel 2021 su una popolazione di 2.304.000 persone contava 248.600 battezzati, corrispondenti al 10,8% del totale.
| anno | popolazione | popolazione | popolazione | presbiteri | presbiteri | presbiteri | presbiteri                | diaconi | religiosi | religiosi | parrocchie |
| anno | battezzati  | totale      | %           | numero     | secolari   | regolari   | battezzati per presbitero | diaconi | uomini    | donne     | parrocchie |
| ---- | ----------- | ----------- | ----------- | ---------- | ---------- | ---------- | ------------------------- | ------- | --------- | --------- | ---------- |
| 1950 | 116.488     | 1.246.815   | 9,3         | 185        | 126        | 59         | 629                       |         | 44        | 819       | 86         |
| 1966 | 184.927     | 1.483.124   | 12,5        | 229        | 204        | 25         | 807                       |         | 37        | 1.078     | 100        |
| 1970 | 186.665     | 1.575.000   | 11,9        | 232        | 179        | 53         | 804                       |         | 76        | 1.056     | 102        |
| 1976 | 193.580     | 1.607.000   | 12,0        | 248        | 179        | 69         | 780                       | 1       | 81        | 927       | 103        |
| 1980 | 211.000     | 1.636.000   | 12,9        | 244        | 174        | 70         | 864                       | 42      | 83        | 871       | 121        |
| 1990 | 221.327     | 1.833.000   | 12,1        | 236        | 173        | 63         | 937                       | 62      | 75        | 657       | 117        |
| 1999 | 234.831     | 1.940.954   | 12,1        | 200        | 162        | 38         | 1.174                     | 60      | 1         | 529       | 89         |
| 2000 | 238.157     | 1.940.954   | 12,3        | 194        | 161        | 33         | 1.227                     | 60      | 33        | 528       | 89         |
| 2001 | 240.495     | 2.027.835   | 11,9        | 195        | 155        | 40         | 1.233                     | 60      | 40        | 491       | 92         |
| 2002 | 242.726     | 2.027.726   | 12,0        | 193        | 159        | 34         | 1.257                     | 52      | 34        | 492       | 92         |
| 2003 | 247.861     | 2.027.835   | 12,2        | 191        | 159        | 32         | 1.297                     | 45      | 35        | 465       | 92         |
| 2004 | 247.194     | 2.027.835   | 12,2        | 187        | 155        | 32         | 1.321                     | 42      | 32        | 447       | 93         |
| 2006 | 247.492     | 2.027.835   | 12,2        | 192        | 150        | 42         | 1.289                     | 46      | 44        | 411       | 89         |
| 2013 | 234.822     | 2.236.085   | 10,5        | 165        | 130        | 35         | 1.423                     | 66      | 36        | 316       | 89         |
| 2016 | 233.325     | 2.278.555   | 10,2        | 154        | 121        | 33         | 1.515                     | 64      | 34        | 260       | 89         |
| 2019 | 247.660     | 2.294.400   | 10,8        | 154        | 123        | 31         | 1.608                     | 59      | 32        | 244       | 89         |
| 2021 | 248.600     | 2.304.000   | 10,8        | 160        | 127        | 33         | 1.553                     | 94      | 34        | 283       | 89         |

## Galleria fotografia

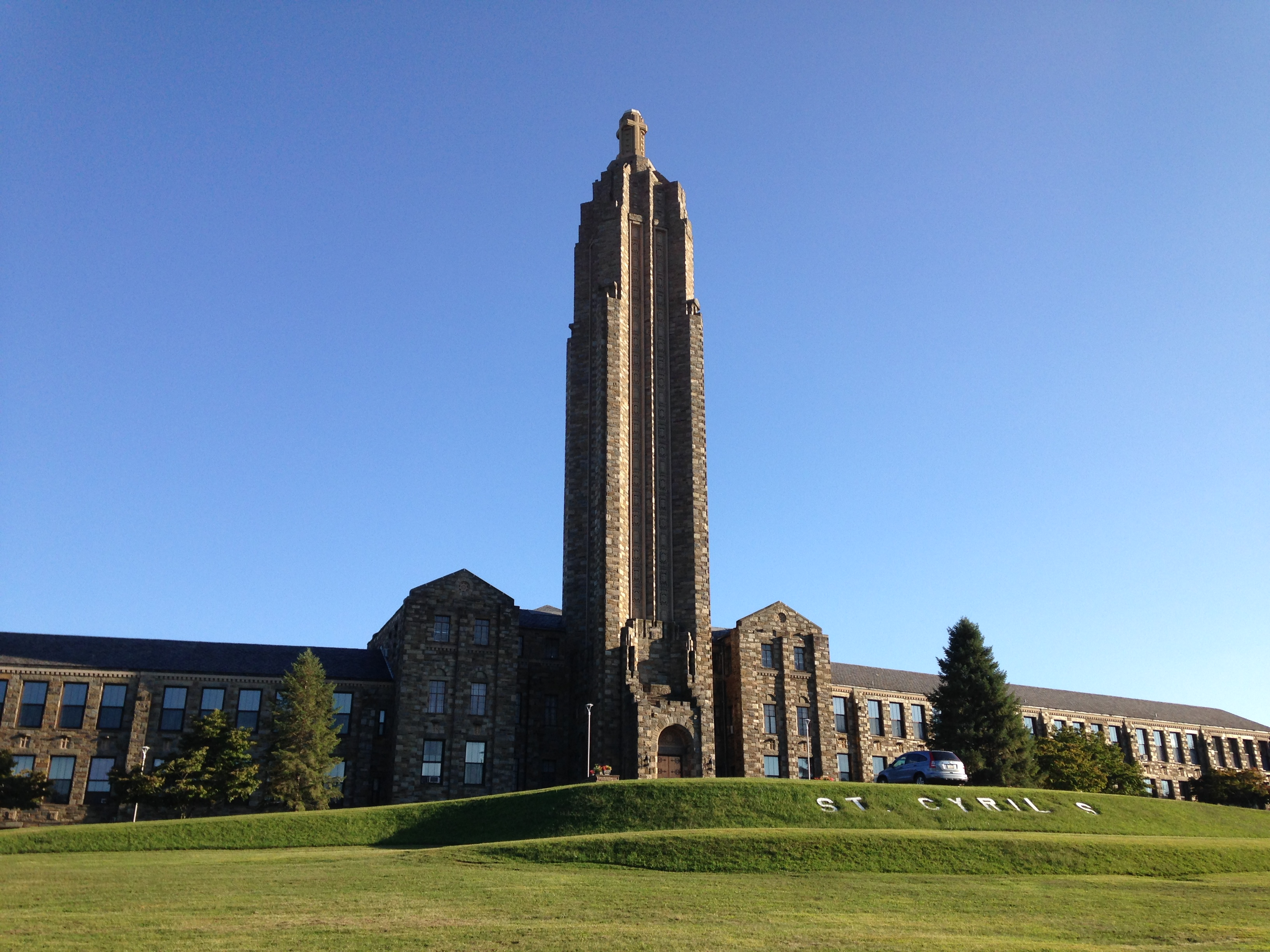
La basilica minore dei Santi Cirillo e Metodio a Danville
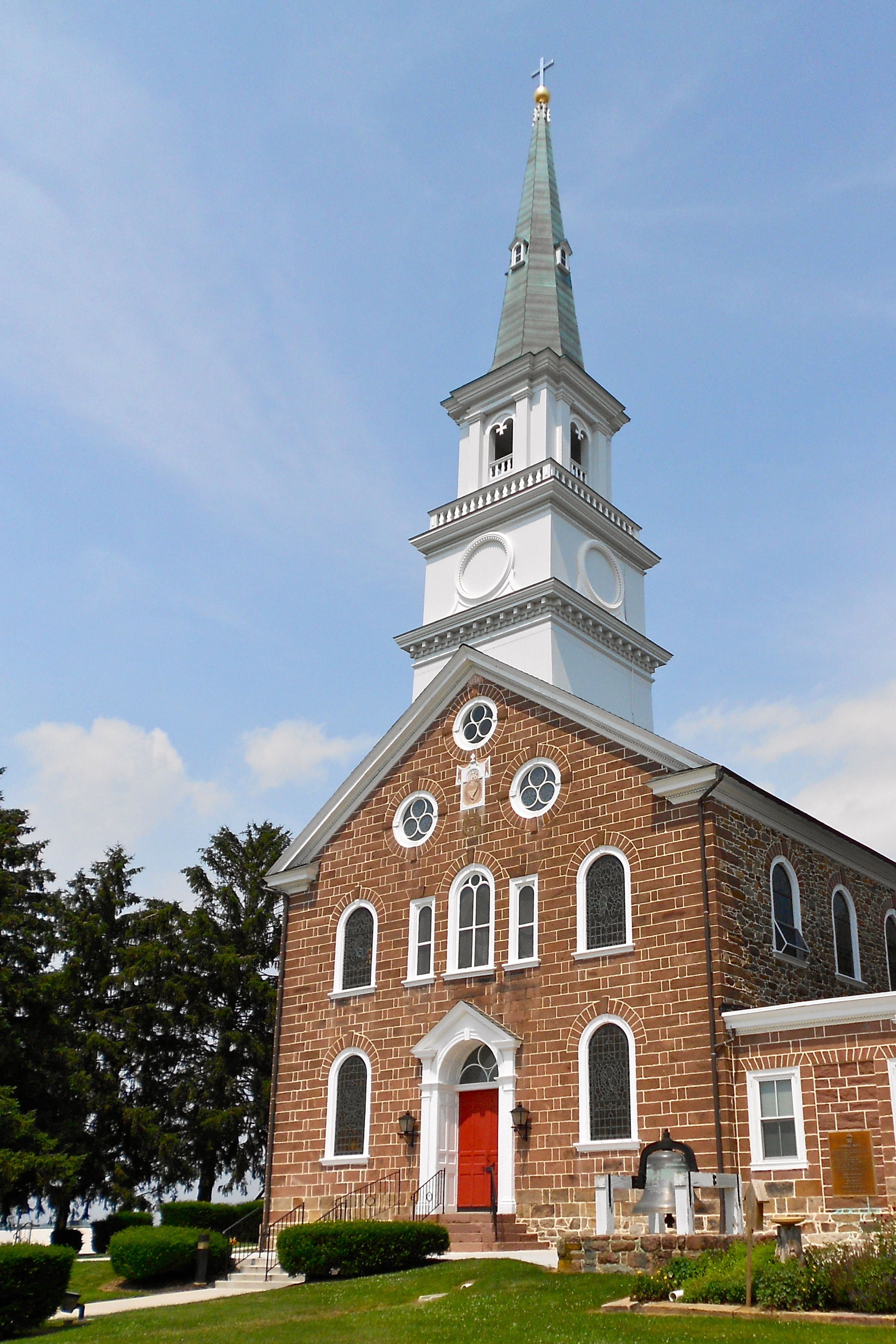
La basilica minore del Sacro Cuore di Gesù a Conewago